# Prostomis mordax
Prostomis mordax es una especie de coleóptero de la familia Prostomidae.

## Distribución geográfica
Habita en Siberia, Corea del Sur y Japón.